# 國立臺灣民主紀念館

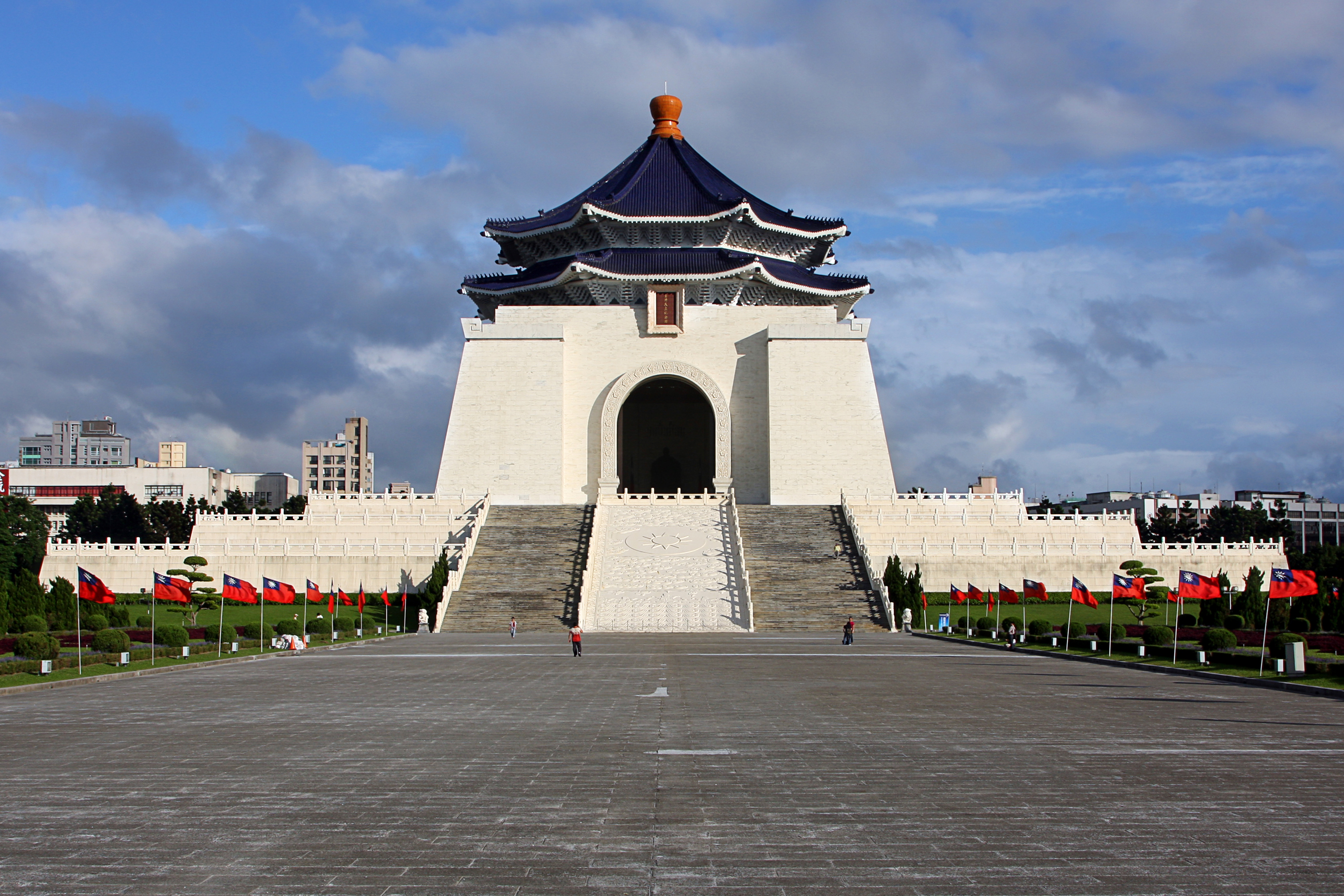
臺灣民主紀念館（中正紀念堂，注意大門處牌匾字樣部分）

國立臺灣民主紀念館（簡稱民主紀念館），是中華民國行政院在陳水扁政府執政期間，根據2007年4月13日核定之《國立台灣民主紀念館組織規程》所成立的文教設施機構，正式掛牌成立於2007年5月19日，改制於原本設置同址的中正紀念堂。
2007年5月10日，中華民國教育部部長杜正勝發佈教育部令，「訂定《國立臺灣民主紀念館組織規程》」，全文共五條，以設立一個名為「國立臺灣民主紀念館」的機構；同時發佈生效的還有《國立臺灣民主紀念館辦事細則》。
2007年6月7日，立法院法制、教育聯席委員會決議廢止《國立臺灣民主紀念館組織規程》，惟教育部認為立法院無權廢止四級機關之組織法，雙方陷入各說各話的局面。
民主紀念館甫成立即產生法律上是否存在的爭議。由泛藍陣營占多數的立法院在廢止組織規程後，主張民主紀念館不存在，也據此凍結以民主紀念館名義編列的預算；泛綠陣營則主張，立法院無權廢除相當於行政院行政命令的組織規程。
2008年5月20日，執政黨由民主進步黨變更為中國國民黨。同年8月，行政院研擬廢止《國立台灣民主紀念館組織規程》，民主紀念館正式復名為中正紀念堂；計民主紀念館存在時間約一年三個月。中華民國政府於2009年7月20日正式將中正紀念堂匾額重新掛回。

## 改名原由

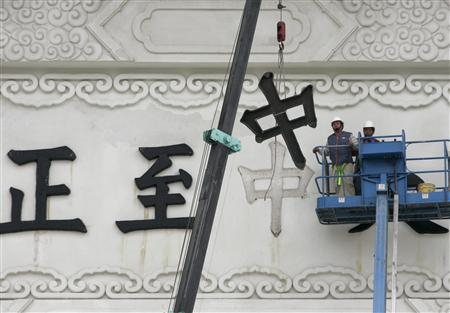
拆除中的「大中至正」字樣

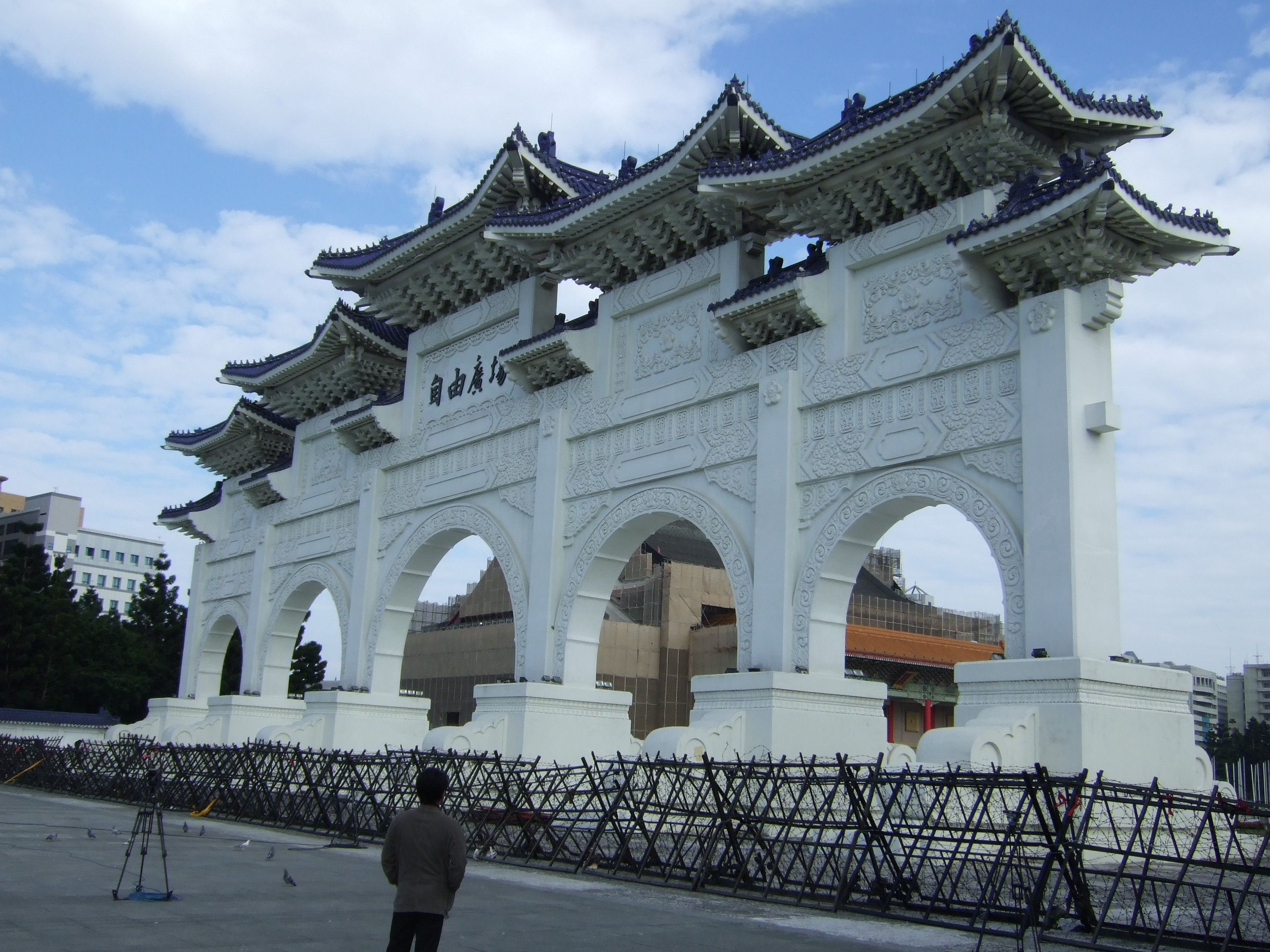
2007年12月9日尚在「整修」的「自由廣場」門

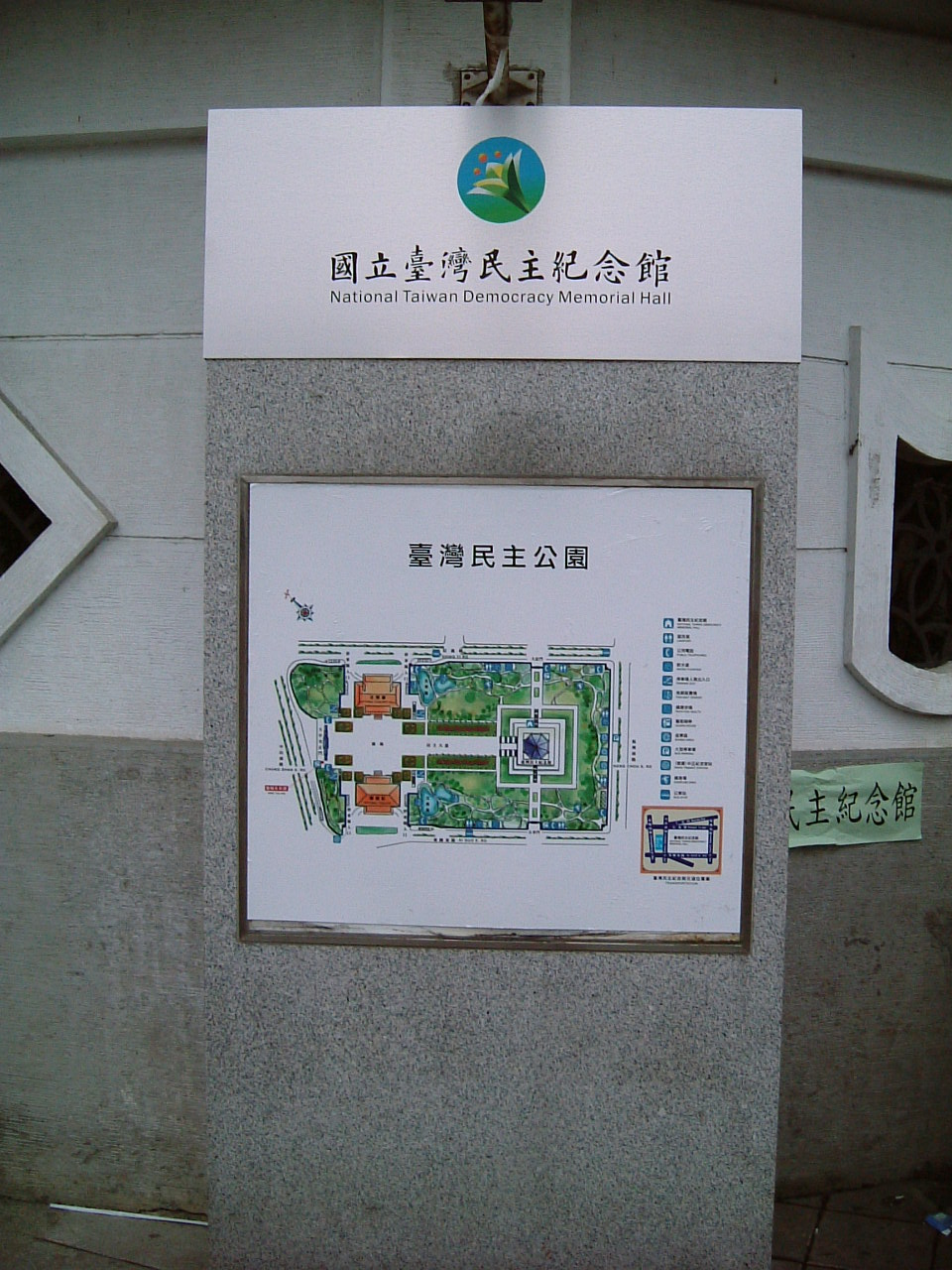
位於國立臺灣民主紀念館旁的地圖導覽與其更名後的標誌

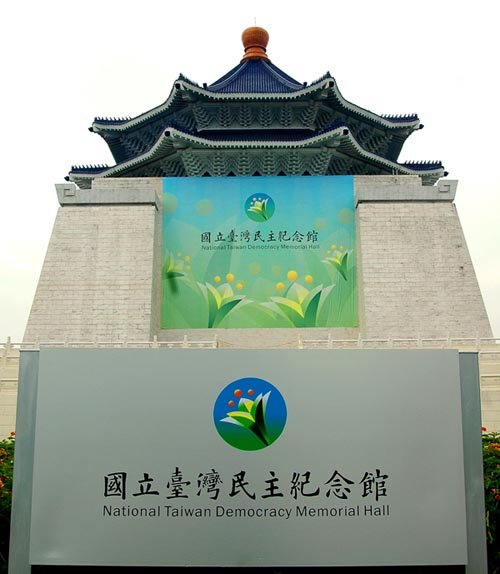
更名後的民主紀念館側景，建築兩側被鋪上大型館名幕簾

1980年代前後，台灣民主運動方興未艾，許多反對戒嚴時代威權統治的民眾將中正紀念堂揶揄為「中正廟」。民主進步黨於2000年執政後，也認為中正紀念堂、中正路、蔣氏銅像、中正國際機場（今臺灣桃園國際機場）等皆為昔日中國國民黨威權統治的象徵，因此主張拆除或改名，即為去蔣化。對此，在野的中國國民黨及親民黨皆批評，民主進步黨相關作法違反法律、製造族群衝突，是為了成就民主進步黨的選舉考量。
一直到了2007年3月2日，在當時積極主張台灣本土意識的教育部部長杜正勝主導下，在中正紀念堂園區上成立新單位「國立臺灣民主紀念館」，並依循行政程序廢止現有的中正紀念堂管理處，將中正紀念堂園區改名為「臺灣民主公園」。
雖然教育部進行中正紀念堂的改制，但立法院通過的《國立中正紀念堂管理處組織條例》仍然存在、未經立法院廢止，因此造成合法性的爭議。另一方面，由於台北市為國民黨的執政縣市，臺北市政府文化局因應教育部的措施而將中正紀念堂列為暫定古蹟，遭政治立場親近民進黨的《自由時報》質疑「為國民黨服務」、「反台灣本土意識」。而國民黨也質疑，中正紀念堂改名，整個過程不但蠻橫、不民主，且違法。國民黨表示，《中正紀念堂管理處組織條例》是立法院三讀通過的法律，還沒有廢止，教育部就非法以行政命令將中正紀念堂改名，明顯「玩法」。因此造成台北市政府及教育部多番的角力抗爭。
2007年5月9日，行政院會議通過廢除《國立中正紀念堂管理處組織條例》，將送立法院審議，並定於5月19日進行台灣民主紀念館揭牌儀式；5月19日零時起，為了避免在野黨支持群眾的抗爭，於是在紀念館園區實施進出管制禁止反對改名的群眾進入，並於下午1時30分正式掛牌；同時，現場由總統陳水扁等數位民進黨官員展開「再見，蔣總統！反共，民主，台灣路」展覽（二二八事件紀念基金會與手護台灣大聯盟主辦），自行講述台灣發展歷程與歷史事件。陳水扁在儀式致詞時發言，「要把紀念堂的牌坊上的『大中至正』四字改為『自由廣場』」。
2007年6月7日，在國民黨立法院黨團的主導下，立法院正式廢止教育部提出之《國立臺灣民主紀念館組織規程》及《國立臺灣民主紀念館辦事細則》，同時針對教育部的違法越權行為提出彈劾。
除此之外，原中正紀念堂正堂（即蔣中正銅像所在大廳）的大型銅門，在改名前後就以「整修」的名義對外關閉，參觀民眾只能由一樓樓梯前往。經過五個多月的「整修」後，二樓正堂於2008年1月1日重新對外開放，並由陳水扁總統親自主持開館典禮。並以「空間解嚴」的概念，使用大量的裝置藝術（如風箏、新聞照片等）佈滿整個大廳，白色恐怖時期的受難者名單也陳列於大廳兩側，以和蔣中正銅像代表的「威權統治」相對。2009年2月，台灣民主紀念館經撤銷後，正堂的「中正紀念堂」牌匾亦於2009年7月20日掛回復舊。
2007年12月8日，前總統李登輝在圓山大飯店與青年座談，提到在他總統任內發生的野百合學運，他諷刺，民進黨執政後開始腐敗，「那些在中正紀念堂前促進民主化的人，有沒有在講民主化」。2008年1月6日，曾經參加野百合學運的16位學者帶領一群年輕學生在自由廣場召開野百合同學會，他們公開批評，民進黨把中正紀念堂改造為臺灣民主紀念館的過程，不僅強烈扭曲與篩選台灣民主化運動歷史，更意圖把台灣民主化歷史變成該黨的無形黨產；蘆荻社區大學主任李易昆說，民進黨以此方式收割，是強暴歷史；野百合同學會聯絡人何東洪聲言，「國民黨偷人民的錢，民進黨偷人民的歷史，兩者都是不當黨產，人民都要討回來！」
2008年1月13日，副總統呂秀蓮接受三立新聞台專訪時說，第二次張俊雄內閣有幾位閣員爭議性比較大，應該要局部調整；她不願明講這些閣員是誰，但在過去輔選場合中，她曾多次提到，教育部撤換中正紀念堂「大中至正」牌匾過程不妥。
2008年2月24日，前民進黨文宣部主任陳芳明批評，探討轉型正義必須回歸歷史傳承、尤其是漸進改革的過程，談正義不能單方面；台灣白色恐怖案件的受害者已不在民進黨內，加害者也不全然都在國民黨內，但在政治操作下，所有問題都被簡化成國民黨必須承擔責任，民進黨反而成了受害者，轉型正義變質為在錯誤基礎上製造另一種錯誤。
2008年2月26日，中央研究院臺灣史研究所助理研究員吳叡人說，民進黨執政將近八年之中有六至七年時間對轉型正義毫無興趣，直到政權遭遇危機才突然開始積極推動轉型正義，例如用最粗糙性急的方式進行中正紀念堂改名為臺灣民主紀念館，不惜引發社會對立來謀取選舉利益，但人民的熱情在一次次被操縱與利用之後終於冷卻；民進黨在2008年立法委員選舉慘敗，就是人民對民進黨消費轉型正義的行為最清楚的答覆。
2012年10月30日，民進黨中央黨部政策委員會執行長吳釗燮承認，過去民進黨處理轉型正義議題時，常常只把轉型正義當成選舉工具，沒有掌握機會好好處理相關問題，這樣的處理是錯的，所以現在必須分門別類去處理、糾正過去的錯誤。
2015年11月19日，前民進黨中央黨部公共政策研究中心幹事蔡百銓批評，陳水扁政府把中正紀念堂改造為臺灣民主紀念館，「莽夫企圖以紅衛兵手段改造中正廟，終於為扁政府釘上最後一根棺材釘」。
2016年5月3日，時代力量立法委員徐永明召開「中正紀念堂的轉型與改造」公聽會，徐永明說，陳水扁政府曾經試著把中正紀念堂改為臺灣民主紀念館，「八年前慘痛的教訓，大家都看得到」；他同意與會學者看法，中正紀念堂的轉型應該是一個公民審議的過程，而不是直接說轉型正義「由上而下」想把它變成什麼樣子。
2017年2月25日，國民黨副主席郝龍斌說，陳水扁政府執政後期，為了轉移自身施政無能的焦點，就來動中正紀念堂的腦筋，被時任臺北市市長的他「立刻啟動文化資產相關法令，來阻止這樣意識形態的惡意作為」；現在蔡英文政府才執政九個月就要搬出同樣的一招來救危，民進黨執政對於現在的問題無力解決、對於未來的方向茫然無知，只好不斷操弄過去、扭曲歷史。2017年2月28日，實踐大學校長陳振貴說，距離中正紀念堂不遠處的總統府是大日本帝國時代的臺灣總督府，日本政府迫害臺灣長達50年，總統府卻從未與轉型正義沾上邊，因為民進黨選擇原諒和遺忘日本政府對臺灣的迫害；「歷史不是勝利者的戰利品」，不能換誰執政就換一套解讀。
2017年2月27日，最早在中正紀念堂販售設計蔣中正公仔的取絕設計創辦人吳松洲說，「了解、接受、放下、互相包容後，可能性才會出來，這才是轉型正義；若一開始就偏激指定誰善誰惡，不熟悉這段歷史的人根本不想再接觸、了解」。
2017年3月28日，臺北市市長柯文哲說，新政府全面否定前面的政府，導致臺灣文化越來越扭曲，最大問題就是「我看你不順眼就把你幹掉」；他批評，去蔣化無法解決爭議。柯文哲說，轉型正義當然要做、但不要變成只是「勝利者的正義」，臺灣社會無論如何還是要往前看，容忍是自由的基礎，大家應該以較平和的態度處理過去；他家也是二二八事件受害者，但原諒敵人是強者的表現，他只主張拆除中正紀念堂圍牆、給蔣中正一個公平正確的歷史評斷就好，不要一開始就否定蔣中正，「如果每個人都要執著於過去的某一段，只會讓這個國家更分裂」。
2021年2月27日，國立臺灣大學歷史學系教授兼台灣民間真相與和解促進會理事陳翠蓮指出，轉型正義工作需要國家領導人超越黨派的遠見與決心，「一旦統治當局計較政黨或個人利益、盤算短期選舉得失，轉型正義工作轉眼間就會變成政治操作或鬥爭工具而失去正當性」，陳水扁政府在選舉前「大動作拆中正廟」、促進轉型正義委員會在選舉前爆發張天欽東廠風波都是前車之鑑。

## 機關
民主紀念館的園區，稱為「臺灣民主公園」（或「臺灣民主紀念園區」），除了管轄民主紀念館建築及廣場的國立臺灣民主紀念館管理處之外，另外鄰近但為不同管理單位有國立中正文化中心、國家交響樂團、表演藝術出版社、三軍儀隊。其中，定時於原中正紀念堂大廳交接換班的三軍儀隊，將研擬撤去崗位。另外，該園區內的建築物除了民主紀念館外，尚有國家戲劇院、國家音樂廳等俗稱「兩廳院」的仿中國北方宮廷式的藝文展演場所。
2007年3月，台北市政府將民主紀念館主建築物及週遭圍牆列為「暫定市定古蹟」，但未說明範圍是否包含兩廳建築。
2007年6月7日，立法院會議在泛藍立法委員主導下，通過廢止《國立台灣民主紀念館組織規程》及相關編制表、細則。但實際上，國立台灣民主紀念館的機關組織仍然存在，並未因此同時廢止。
2007年11月6日，行政院文化建設委員會進行審議，通過指定台灣民主紀念館園區為國定古蹟，指定範圍包含民主紀念館主建物、大中至正門、中央藝文廣場、瞻仰大道等建物。
2007年12月4日，行政院文化建設委員會修正發布《古蹟指定及廢止審查辦法》第八條，明定「地方主管機關所列之暫定古蹟，經中央主管機關指定公告為國定古蹟者，地方主管機關應即終止其古蹟審查程序及公告廢止原列之暫定古蹟」，因此台北市政府應將民主紀念館之暫定古蹟資格廢除；但臺北市政府法規委員會指出，此條款「違法課與台北市政府『廢止古蹟指定的義務』，並未直接廢止地方的古蹟指定」，因違反《行政程序法》第150及158條而屬無效的行政命令，故拒絕依照此辦法公告廢止暫定古蹟。

## 正式改名

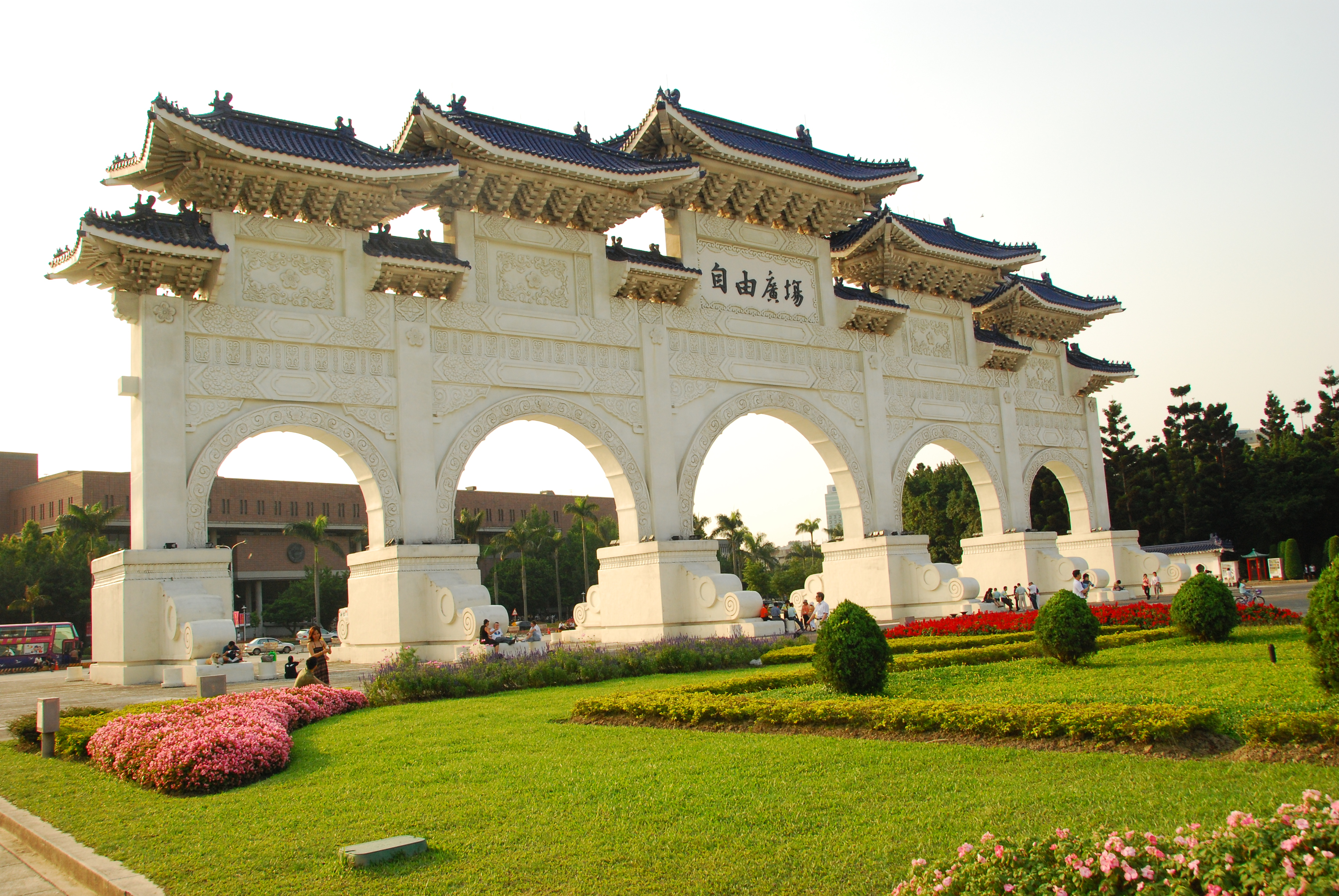
自由廣場牌樓背面

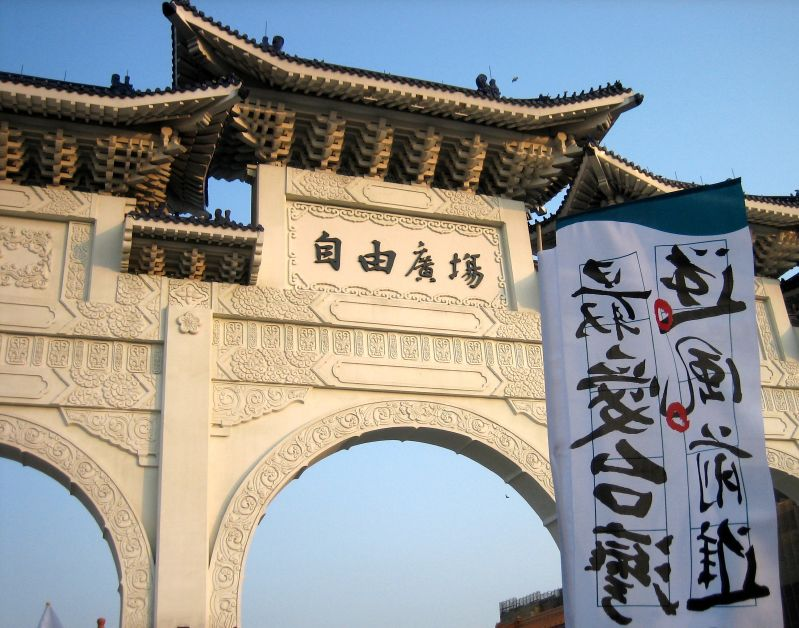
自由廣場前的二二八事件紀念活動

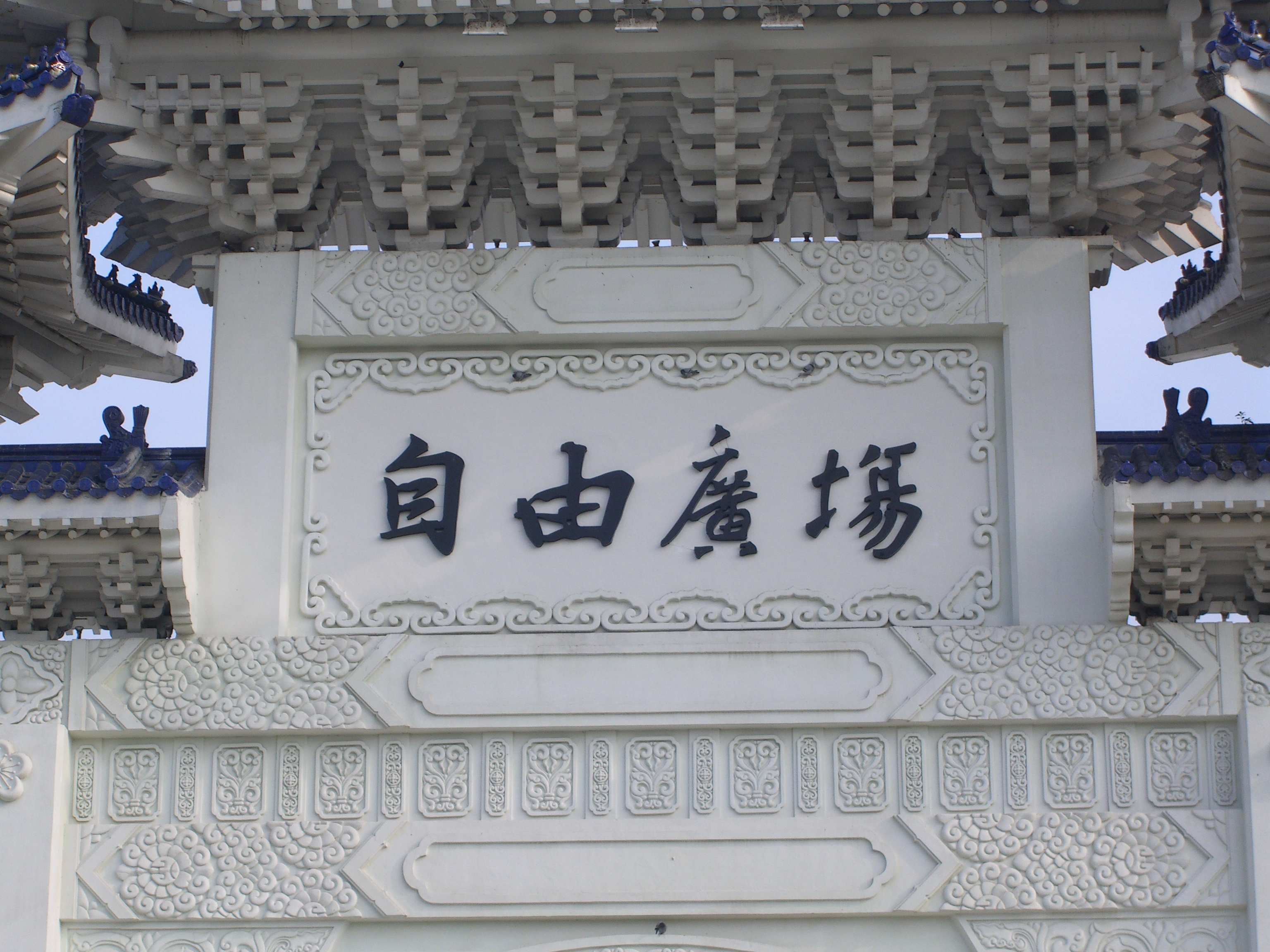
自由廣場匾額特寫

在中正紀念堂改名爭議尚未解決之下，教育部於2007年11月17日宣佈，拆除大中至正門上的「大中至正」四字匾，改作「自由廣場」，採用東晉書法家王羲之的字體；而主建築上的「中正紀念堂」匾額也同時更換為「臺灣民主紀念館」，新匾額則採用唐朝書法家歐陽詢的字體。教育部表示，採用王羲之和歐陽詢的字體，乃尊重其藝術成就。雖然此舉引起中央與台北市政府對於民主紀念館園區管轄權的爭議，工程仍從12月6日起開始執行，台灣民主紀念館與其園區「台灣民主公園」以整修名義停止對外開放三天，而欲進出國家音樂廳與國家戲劇院的聽眾需持票由地下室進入。
2007年12月6日起，「中正紀念堂」匾額先被卸下；12月7日下午5時，完成了外側「大中至正」字樣的拆除工作；12月8日晚間11時，完成了「自由廣場」字樣的懸掛；在完成相關收尾動作後，園區於12月10日上午10時重新對外開放。